# Nora Gregor
Eleonora Hermina Gregor (Görz, Litoral austríaco, 3 de febrero de 1901-Santiago de Chile, 20 de enero de 1949), conocida como Nora Gregor, fue una actriz de teatro y cine austriaca. 

## Biografía
Nacida en Görz, una localidad del Imperio austro-húngaro en la actual frontera entre Eslovenia e Italia. Su padre fue un relojero que escapó de las tropas italianas junto a su familia hacia el actual territorio austriaco durante la Primera Guerra Mundial. A temprana edad comenzó su carrera artística, debutando en el teatro de Graz en 1918. A la edad de 19 años, participó por primera vez en una película de cine mudo. Su primer éxito en las tablas lo celebró en el Raimundtheater de Viena en 1922/1923. En 1925, ella actuó en el Deutsches Theater de Berlín bajo la dirección de Max Reinhardt, mientras dirigía al mismo tiempo otra obra en el Theater in der Josefstadt de Viena. Allí fue contratada y se comprometió con el pianista y director de orquesta alemán, Mitja Nikisch, con el cual contrajo matrimonio en dicho año y hasta 1934, cuando se divorciaron. Asimismo, actuó en la película Mikaël, una de las primeras películas con temática homosexual, interpretando a la Condesa Lucia Zamikoff, una joven noble que se encontraba económicamente arruinada. Luego entre 1930 y 1931, viajó a Estados Unidos para participar en el rodaje de unas películas de Hollywood, actuando también en algunos teatros de Los Ángeles. Posteriormente regresó a Viena para integrarse a la compañía de teatro del Burgtheater en 1933, siendo nombrada como Kammerschauspieler en 1937. 
El 2 de diciembre de 1937, contrajo segundas nupcias con Ernst Rüdiger Starhemberg, quien fue un líder austrofascista de la Heimwehr. Durante el mismo año, debieron emigrar por razones políticas, primero a Suiza mientras se establecía el Anschluss en 1938, para posteriormente radicarse en París, donde protagonizó la película La regla del juego con su personaje la Condesa Christine de la Chesnais, bajo la dirección del francés Jean Renoir. 
Durante la Segunda Guerra Mundial, se refugió en Sudamérica junto a su marido y su hijo en común, Heinrich, tomando un vapor trasatlántico con destino a las Sierras de Córdoba, en Argentina, donde fueron acogidos por el empresario armamentista austriaco, Fritz Mandl. Luego de la separación de Gregor de su esposo, se radica junto a su hijo en Chile, donde fueron recibidos por la familia de José Francisco Vergara en Viña del Mar, debido a la amistad de Nora iniciada en París con su hija, Blanca Vergara de Errázuriz. Allí fueron hospedados en un pequeño chalet de la Quinta Vergara. En su estancia en Chile pudo rodar la película La fruta mordida (Le moulin des Andes en francés), dirigida por Jacques Rémy.
Falleció en Santiago de Chile el 20 de enero de 1949 debido a un infarto cardíaco, aunque la prensa europea habló de un presunto suicidio. Su hijo Heinrich, se dedicó a la producción de películas, fundando la productora de cine «Nora Productions», en honor a su fallecida madre.

## Filmografía
- 1921: Das grinsende Gesicht
- 1921: Meriota, die Tänzerin
- 1921: Der Schauspieler des Kaisers
- 1921: Wie Satan starb
- 1921: Die Venus
- 1922: Meriota, die Tänzerin
- 1922: Der Mann, der das Lachen verlernte
- 1922: Die Tochter des Brigadiers
- 1922: Die trennende Brücke
- 1922: Stärker als der Tod
- 1923: Irrlichter der Tiefe
- 1923: Die kleine Sünde
- 1923: Moderne Laster
- 1924: Mikaël
- 1925: Das Mädchen mit der Protektion
- 1925: Der Mann, der sich verkauft
- 1926: Der Geiger von Florenz
- 1927: Eheskandal im Hause Fromont jr. und Risler sen.
- 1930: Olympia
- 1930: Mordprozeß Mary Dugan
- 1931: Wir schalten um auf Hollywood
- 1931: …und das ist die Hauptsache?!
- 1932: But the Flesh Is Weak
- 1933: Was Frauen träumen
- 1933: Abenteuer am Lido
- 1939: La regla del juego (La Règle du jeu)
- 1945: Le Moulin des Andes (en Chile: La fruta mordida)